# Wolfgang Pleyer
Wolfgang Pleyer (* 6. Juli 1948) ist ein ehemaliger deutscher Fußballspieler.

## Sportlicher Werdegang
Pleyer schloss sich im Sommer 1971 als Vertragsspieler von den in die drittklassige Landesliga Niedersachsen aufgestiegenen Sportfreunden Salzgitter kommend gemeinsam mit den weiteren Neulingen Eckhard Deterding (von Werder Bremen) und Hannes Hartl (von Rapid Wien) dem TSR Olympia Wilhelmshaven in der Regionalliga Nord an. Mit den „Jadestädtern“ belegte er in den folgenden Jahren Mittelfeldplätze in der zweithöchsten Spielklasse, so dass sich der Klub bei Einführung der 2. Bundesliga 1974 als eine von sechs Regionalliga-Nord-Mannschaften qualifizierte. In der  Auftaktsaison 1974/75 bestritt er 24 Spiele in der 2. Bundesliga, am Saisonende stieg der Klub in die Oberliga Nord als höchste Amateurspielklasse ab.
Nach der Trennung von Trainer Hans-Wilhelm Loßmann Ende September 1979 übernahm Pleyer gemeinsam mit Torhüter Uwe Reese als Spielertrainer beim TSR Olympia Wilhelmshaven das Traineramt. Später beendete er dort seine aktive Laufbahn und wurde Trainerassistent beim Lokalrivalen SV Wilhelmshaven. Beim seinerzeitigen Landesligisten rückte er im September 1984 nach der Entlassung von Cheftrainer Hans Möller nach. Später arbeitete er beim Klub als Jugendtrainer, ehe ihn der mittlerweile zum TSR-Olympia-Manager aufgestiegene Reese im Frühjahr 1988 als Nachfolger des zum Ende der Oberliga-Nord-Spielzeit 1987/88 scheidenden Cheftrainers Peter Darsow zum abstiegsbedrohten Olympia zurückholte. Unter Pleyer strebte der TSR Wilhelmshaven den sofortigen Wiederaufstieg in die Oberliga an, geriet jedoch schnell in der vierten Spielklasse in Abstiegsgefahr. Nach dem verpassten Klassenerhalt ersetzt ihn der Klub im Sommer 1989 durch Hans-Hermann Mindermann. Anschließend kehrte er als Trainer zum SV Wilhelmshaven zurück, ehe er nach dreijähriger Amtszeit zum Bezirks-Oberligisten FC Zetel wechselte. Im März 1994 folgte auf einem Abstiegsplatz liegend das Aus. Im September 1996 sprang er nach der Entlassung von Mohamed Amiq interimistisch als Trainer des mittlerweile in der drittklassigen Regionalliga Nord spielenden SV Wilhelmshaven ein.
Sein Bruder Horst Pleyer spielte für Preußen Münster und den SV Röchling Völklingen in den 1970er Jahren ebenfalls zeitweise in der 2. Bundesliga.